# 21e cérémonie des British Academy Film Awards
Pour la cérémonie des BAFTAs récompensant la télévision, voir la 15e cérémonie des British Academy Television Awards.
La 21e cérémonie des British Academy Film Awards, organisée par la British Academy of Film and Television Arts, s'est déroulée en 1968 et a récompensé les films sortis en 1967.

## Palmarès

### Meilleur film
- Un homme pour l'éternité (A Man For All Seasons)
  - Bonnie et Clyde (Bonnie and Clyde)
  - Dans la chaleur de la nuit (In the Heat of the Night)
  - Un homme et une femme

### Meilleur film britannique
- Un homme pour l'éternité (A Man For All Seasons)
  - Accident
  - Blow-Up (Blowup)
  - M.15 demande protection (The Deadly Affair)

### Meilleur acteur
- Meilleur acteur britannique :
  - Paul Scofield pour le rôle de Sir Thomas More dans Un homme pour l'éternité (A Man for All Seasons)
    - Dirk Bogarde pour le rôle de Stephen dans Accident
    - Dirk Bogarde pour le rôle de Charlie Hook dans Chaque soir à neuf heures (Our Mother's House)
    - James Mason pour le rôle de Charles Dobbs dans M.15 demande protection (The Deadly Affair)
    - Richard Burton pour le rôle de Petruchio dans La Mégère apprivoisée (The Taming of the Shrew)
- Meilleur acteur étranger :
  - Rod Steiger pour le rôle de Bill Gillespie dans Dans la chaleur de la nuit (In the Heat of the Night)
    - Warren Beatty pour le rôle de Clyde Barrow dans Bonnie et Clyde (Bonnie and Clyde)
    - Orson Welles pour le rôle de Jack Falstaff dans Falstaff - Chimes at Midnight (Campanadas a medianoche)
    - Sidney Poitier pour le rôle de Virgil Tibbs dans Dans la chaleur de la nuit (In the Heat of the Night)

### Meilleure actrice
- Meilleure actrice britannique :
  - Edith Evans pour le rôle de Martha dans Les Chuchoteurs (The Whisperers)
    - Barbara Jefford pour le rôle de Molly Bloom dans Ulysses
    - Elizabeth Taylor pour le rôle de Catharina dans La Mégère apprivoisée (The Taming of the Shrew)
- Meilleure actrice étrangère :
  - Anouk Aimée pour le rôle d'Anne Gauthier dans Un homme et une femme
    - Bibi Andersson pour le rôle de Charlotte dans Ma sœur, mon amour (Syskonbädd 1782)
    - Bibi Andersson pour le rôle d'Alma dans Persona
    - Jane Fonda pour le rôle de Corrie Bratter dans Pieds nus dans le parc (Barefoot in the Park)
    - Simone Signoret pour le rôle d'Elsa Fennan dans M.15 demande protection (The Deadly Affair)

### Meilleur scénario britannique
- Un homme pour l'éternité (A Man for All Seasons) – Robert Bolt
  - Accident – Harold Pinter
  - M.15 demande protection (The Deadly Affair) – Paul Dehn
  - Voyage à deux (Two for the Road) – Frederic Raphael

### Meilleure direction artistique
- Meilleure direction artistique britannique – Noir et blanc : Aucune récompense
- Meilleure direction artistique britannique – Couleur :
  - Un homme pour l'éternité (A Man for All Seasons) – John Box
    - Accident – Carmen Dillon
    - Blow-Up (Blowup) – Assheton Gorton
    - On ne vit que deux fois (You Only Live Twice) – Ken Adam

### Meilleurs costumes
- Meilleurs costumes britanniques – Noir et blanc :
  - Mademoiselle – Jocelyn Rickards
    - Le Marin de Gibraltar (The Sailor from Gibraltar) – Jocelyn Rickards
- Meilleurs costumes britanniques – Couleur :
  - Un homme pour l'éternité (A Man for All Seasons) – Elizabeth Haffenden et Joan Bridge
    - Casino Royale – Julie Harris
    - Loin de la foule déchaînée (Far from the Madding Crowd) – Alan Barrett
    - Half a Sixpence – Elizabeth Haffenden et Joan Bridge

### Meilleure photographie
- Meilleure photographie britannique – Noir et blanc :
  - Les Chuchoteurs (The Whisperers) – Gerry Turpin
    - Mademoiselle – David Watkin
    - Le Marin de Gibraltar (The Sailor from Gibraltar) – Raoul Coutard
    - Ulysses – Wolfgang Suschitzky
- Meilleure photographie britannique – Couleur :
  - Un homme pour l'éternité (A Man for All Seasons) – Ted Moore
    - Blow-Up (Blowup) – Carlo Di Palma
    - M.15 demande protection (The Deadly Affair) – Freddie Young
    - Loin de la foule déchaînée (Far from the Madding Crowd) – Nicolas Roeg

### Meilleur film d'animation
- Notes sur un triangle – Rene Jodoin
  - Tidy Why – Bill Sewell

### Meilleur film documentaire
- Mourir à Madrid – Frédéric Rossif
  - Famine – Jack Gold
  - The Things I Cannot Change – Tanya Ballantyne

### Meilleur court-métrage
- Indus Waters – Derek Williams
  - Mafia No! – John Irvin
  - Opus – Don Levy (en)
  - Rail – Geoffrey Jones

### Meilleur film spécialisé
- Energy and Matter – Robert Verrall
  - Revolutions for All – Jeff Inman
  - How a Motor Car Works – Derek Armstrong
  - Paint – Michael Heckford

### United Nations Awards
- Dans la chaleur de la nuit (In the Heat of the Night)
  - L'Évangile selon saint Matthieu (Il vangelo secondo Matteo)

### Meilleur nouveau venu dans un rôle principal
Récompense les jeunes acteurs dans un rôle principal.

(ex æquo)
- Faye Dunaway pour le rôle de Bonnie Parker dans Bonnie et Clyde (Bonnie and Clyde)
- Faye Dunaway pour le rôle de Lou McDowell dans Que vienne la nuit (Hurry Sundown)
- Michael J. Pollard pour le rôle de C. W. Moss dans Bonnie et Clyde (Bonnie and Clyde)
  - Milo O'Shea pour le rôle de Leopold Bloom dans Ulysses
  - Peter Kastner pour le rôle de  Bernard Chanticleer dans Big Boy (You're a Big Boy Now)

## Récompenses et nominations multiples

### Nominations multiples
Films
7 : Un homme pour l'éternité
5 : M.15 demande protection
4 : Bonnie et Clyde, Dans la chaleur de la nuit, Accident
3 : Blow-Up
2 : Un homme et une femme, La Mégère apprivoisée, Les Chuchoteurs, Ulysses, Mademoiselle, Le Marin de Gibraltar, Loin de la foule déchaînée
Personnalités
2 : Dirk Bogarde, Bibi Andersson, Jocelyn Rickards, Elizabeth Haffenden, Joan Bridge, Faye Dunaway

### Récompenses multiples
Films
7 / 7 : Un homme pour l'éternité
2 / 2 : Les Chuchoteurs
2 / 4 : Bonnie et Clyde, Dans la chaleur de la nuit
Personnalités
2 / 2 : Faye Dunaway

### Les grands perdants
0 / 5 : M.15 demande protection